# Gustavsbergs landskommun
Gustavsbergs landskommun var en tidigare kommun i Stockholms län.

## Administrativ historik
Den bildades år 1902 genom utbrytning ur Värmdö landskommun.
Trots sin tätortsbebygelse var Gustavsberg hela tiden landskommun och aldrig municipalsamhälle eller köping.
Vid kommunreformen 1952 bildade den storkommun tillsammans med Ingarö.
År 1974 återförenades Gustavsberg med Värmdö kommun.

### Kyrklig tillhörighet
I kyrkligt hänseende tillhörde kommunen Gustavsbergs församling. Den 1 januari 1952 tillkom Ingarö församling. Sedan 2010 omfattar Gustavsberg-Ingarö församling samma område som Gustavsbergs landskommun efter 1952.

## Kommunvapen
Blasonering: I blått fält två flintugnar av silver stående på en röd stam i hela dess bredd.
Vapnet fastställdes 1960.

## Geografi
Gustavsbergs landskommun omfattade den 1 januari 1952 en areal av 103,21 km², varav 100,92 km² land. Efter nymätningar och arealberäkningar färdiga den 1 januari 1955 omfattade landskommunen den 1 januari 1961 en areal av 104,17 km², varav 102,03 km² land.

### Tätorter i kommunen 1960
I Gustavsbergs landskommun fanns tätorten Gustavsberg, som hade 4 043 invånare den 1 november 1960. Tätortsgraden i kommunen var då 78,4 procent.

## Politik

### Mandatfördelning 1942–1970
| 3 | 19 | 2 |  |

| 21 | 4 |

| 4 | 18 | 3 |

| 20 | 5 |

| 3 | 25 | 6 |  |

| 29 | 6 |

| 3 | 24 | 6 | 2 |

| 28 | 7 |

| 3 | 25 | 4 | 3 |

| 29 | 6 |

| 3 | 24 |  | 5 | 2 |

| 29 | 6 |

| 3 | 21 | 3 | 6 | 2 |

| 32 |

| 3 | 21 | 4 | 4 | 3 |

| 30 | 5 |